# Epos (barco biblioteca)
Epos  (Epopeya, en noruego) era una biblioteca flotante que operaba en los condados de Hordaland , Sogn og Fjordane y Møre og Romsdal en Noruega . El servicio comenzó en 1959 y visitaba pequeños lugares en los tres condados dos veces al año. En 2005 el barco estuvo en servicio 126 días al año, prestando 53 300 libros. En 2020, el último viaje que debía realizar el barco fue cancelado debido a la pandemia de COVID-19 y el servicio terminó oficialmente. 
El barco tenía espacio para 6000 libros, con otros 20 000 libros prestados en un momento dado. Frecuentemente, ofrecía actividades culturales para niños, incluidos músicos u obras de teatro. A menudo, este era el único servicio cultural que se brindaba en los lugares que visitaba. El barco estaba tripulado por un capitán, un marinero capacitado, tres bibliotecarios y uno o dos artistas. El servicio fue financiado por las bibliotecas del condado en los condados participantes.

## Historia
El primer servicio de biblioteca flotante comenzó en 1959 utilizando una variedad de barcos. El primer barco construido a medida se puso en servicio en 1963. Fue construido en Oma Yard y tiene 24 m (80 pies) de largo. El barco es propiedad de Vinnes Skyssbåtservice y se utiliza para cruceros turísticos en verano.